# Bothrops insularis
Bothrops insularis, también conocida como serpiente cabeza de lanza dorada, es una especie de serpiente de la familia Viperidae, endémica de la pequeña isla de Queimada Grande, situada frente al estado de São Paulo, Brasil. Es de color beige amarillento y su cabeza es triangular, lo que es característico del género Bothrops.

## Descripción
Bothrops insularis puede llegar a crecer hasta 1200 mm de largo, presentando un color marrón amarillento pálido con un patrón de manchas a lo largo del cuerpo que pueden ser triangulares o cuadrangulares. En cautiverio, este color amarillento a menudo se vuelve mucho más oscuro; esto puede ser el resultado de la mala circulación causada por la termorregulación ineficaz. Bothrops insularis también tiene una cola más larga que su pariente más cercano, B. yarara, lo que es una probable adaptación desarrollada para que la serpiente pueda moverse y maniobrar mejor entre las ramas de los árboles.

## Veneno
Debido a la aislada zona en la que vive, no ha habido ningún informe oficial de un ser humano que haya sido mordido por B. insularis. Pero el género Bothrops, es el que causa más accidentes ofídicos en América. Los síntomas por el envenenamiento de Bothrops incluyen: dolor local, náuseas y vómito, ampollas de sangre, moretones , sangre en el vómito y la orina, sangrado intestinal, insuficiencia renal, hemorragia en el cerebro y necrosis grave del tejido muscular, etc. Los análisis químicos del veneno de B. insularis sugieren que es cinco veces más potente que el de B. jararaca y que es el que actúa más rápido entre las especies del género.

## Distribución geográfica y hábitat
Es endémica de la isla Queimada Grande, isla de solo 43 hectáreas de extensión, en donde se encuentran diferentes hábitats como: bosques, claros, arbustos, etc. La temperatura de la isla es suave, no supera los 18 grados centígrados, y por el amplio terreno rocoso, no es muy accesible para los seres humanos. Estas serpientes prefieren los árboles para cazar a sus presas, o también en la hojarasca y entre las grietas de las rocas donde digiere a sus presas tranquilamente. Pero su hábitat sigue disminuyendo, debido a la constante disminución de la vegetación.

## Alimentación
Se alimentan principalmente de aves y pequeños lagartos, e incluso pueden recurrir al canibalismo. Las crías recién nacidas y los juveniles se alimentan de invertebrados.

## Conservación
Esta especie se encuentra en peligro crítico de extinción, debido a que en la isla el espacio es pequeño, solo puede ofrecer una pequeña población; lo que hace a la especie sensible a cualquier otro problema. Su principal amenaza es la pérdida de hábitat debido a los incendios provocados, entre otros motivos por parte de la Marina de Brasil con el fin de construir un faro en la isla.

## Comportamiento
Bothrops insularis puede ser tanto terrestre como arbórea; a pesar de que no tiene una verdadera cola prensil, se encuentra en los árboles para cazar a sus presas, ya que su dieta está compuesta principalmente por aves. A diferencia de otras serpientes que muerden a su presa, la dejan ir y luego la siguen, Bothrops insularis mantiene a su presa aferrada a su boca después del envenenamiento. Durante el periodo reproductivo, que es entre agosto y septiembre, se aparean tanto en los árboles como en el suelo; una hembra de Bothrops insularis tiene de media 6,5 crías.